# Fable III
『Fable III 』（フェイブル3）はLionhead Studiosが開発し、マイクロソフトが発売したXbox 360、Windows用RPG。日本では2010年10月26日に7,140円（税込）で発売された。Fableシリーズの3作目である。

## 概要
『II』から50年後、前作の主人公である英雄がアルビオンを統一、そして彼亡き後に産業革命を迎えたアルビオンが舞台。2部構成となっており、第1部は暴君である兄を打ち倒すための革命を起こす話。第2部はアルビオンの新たな統治者となった主人公が統治する世界を描く。ピーター・モリニューいわく「主人公が統治者にならない選択肢はない」。

## ストーリー
50年前、幼き頃に姉を殺した一人の男の野望を打ち砕き、その後バラバラだったアルビオンを統一した英雄がいた。英雄には二人の子供がおり、英雄亡き後のアルビオンは兄が治めていた。
アルビオンは産業革命を迎え、人々の生活は瞬く間に変わっていったものの、現在の統治者である兄に対する不満は大きかった。王はそれらに対しては不穏分子を片っ端から捕えては処刑、デモに対しては鎮圧をするなど、民衆と統治者の隔たりは大きくなる一方だった。
とある日、後に英雄と呼ばれることになる人間は、「恋人とデモを扇動した民衆のどちらかを殺す。殺す方をお前が選べ」と王から告げられる。苦渋の決断を迫られる英雄。ここで初めて兄王に対しての怒りと、何もできなかった自分を悔やむ。
その夜、執事と剣術指南役の男の3人で城を脱出する。前王の宝であるギルドの証を手に取ったところ、テレサという女性に出会う。テレサは父である英雄を知っており、英雄に前王の試練以上のことが降りかかってくることを告げられる。そのためにはまず革命を起こす必要があると伝えられる。
兄の悪政から民衆を解放するために、革命を起こす、アルビオン全土を巻き込んだ革命の狼煙が上がる。

### 第二部
革命に成功し、アルビオンの新たなる統治者となった英雄。戴冠式の後に行われた裁判の中で兄は「オーロラの廃墟にいた闇から来るものから民衆を守るために、暴君となった」と弁明する。兄を処刑するか、赦すか。国王として最初の選択を迫られる英雄。
その後再び現れたテレサに対して何故伝えなかったのかと問い詰める英雄。しかしテレサは必要なことは伝えているとはぐらかし、兄の統治ではアルビオンは滅びる運命だったとし、革命は必要だったことを訴える。闇が浸食し始めることを伝えられ、残された時間は365日であることを知る。
テレサは英雄に「善き王として365日後を迎えるか、暴君として迎えるか」を迫る。365日後に迫った闇の浸食から民衆を守るために、英雄の統治者としての生活が始まる。

## 登場人物
英雄（初期の名称は王子/王女）
今作の主人公。前作の英雄（スパロー）が遺した下の子供。運命の日まで朝は執事に起こしてもらうようなだらけきった日々を送っていた。
運命の選択で兄に対する怒りと、何もできなかった自分を悔やみ、それが原動力となりアルビオンを巻き込んだ革命の原動力となる。